# Boban Marković

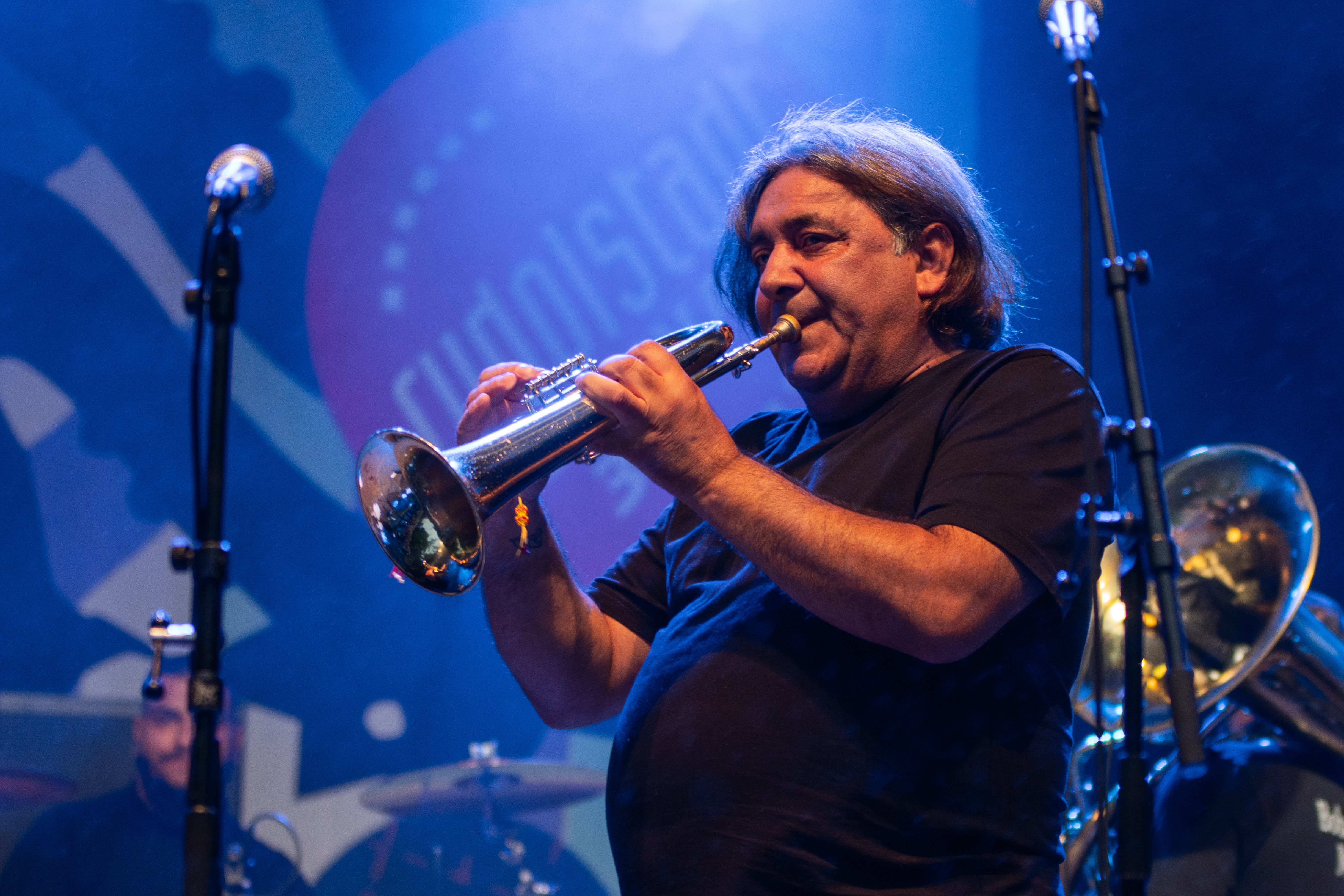
Boban Marković, 2022

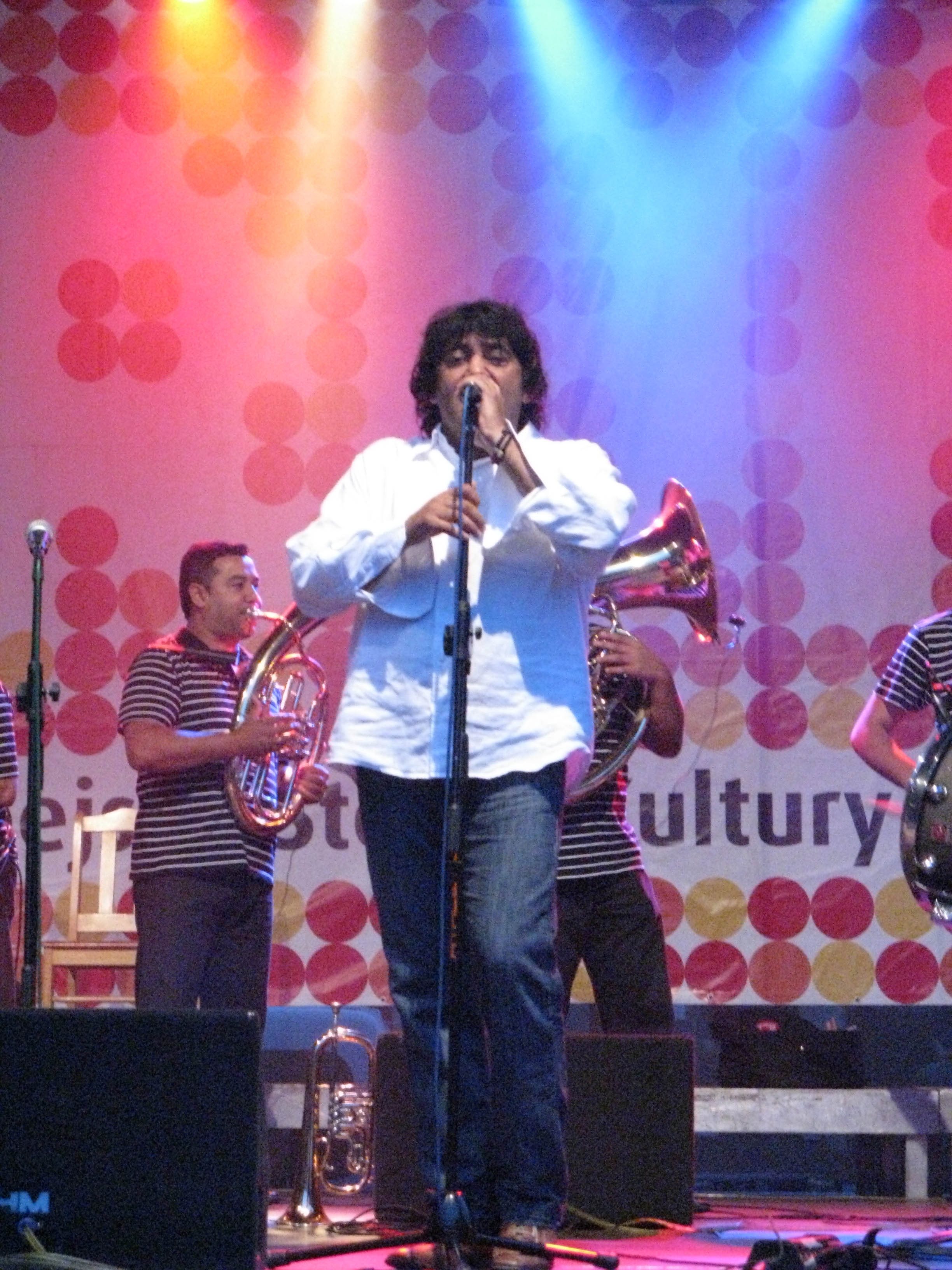
Boban Marković, 2008

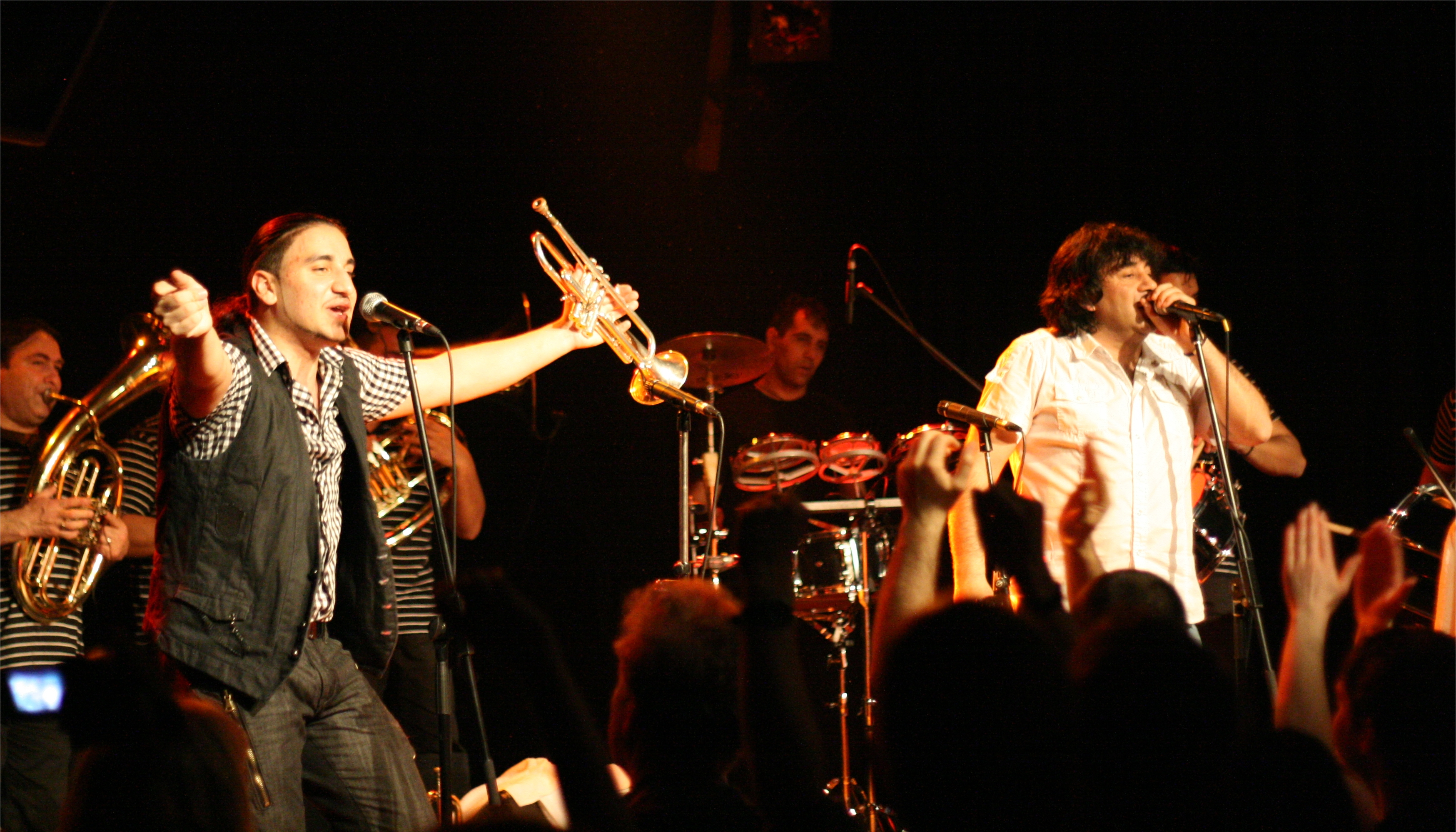
Marko und Boban Marković, 2008

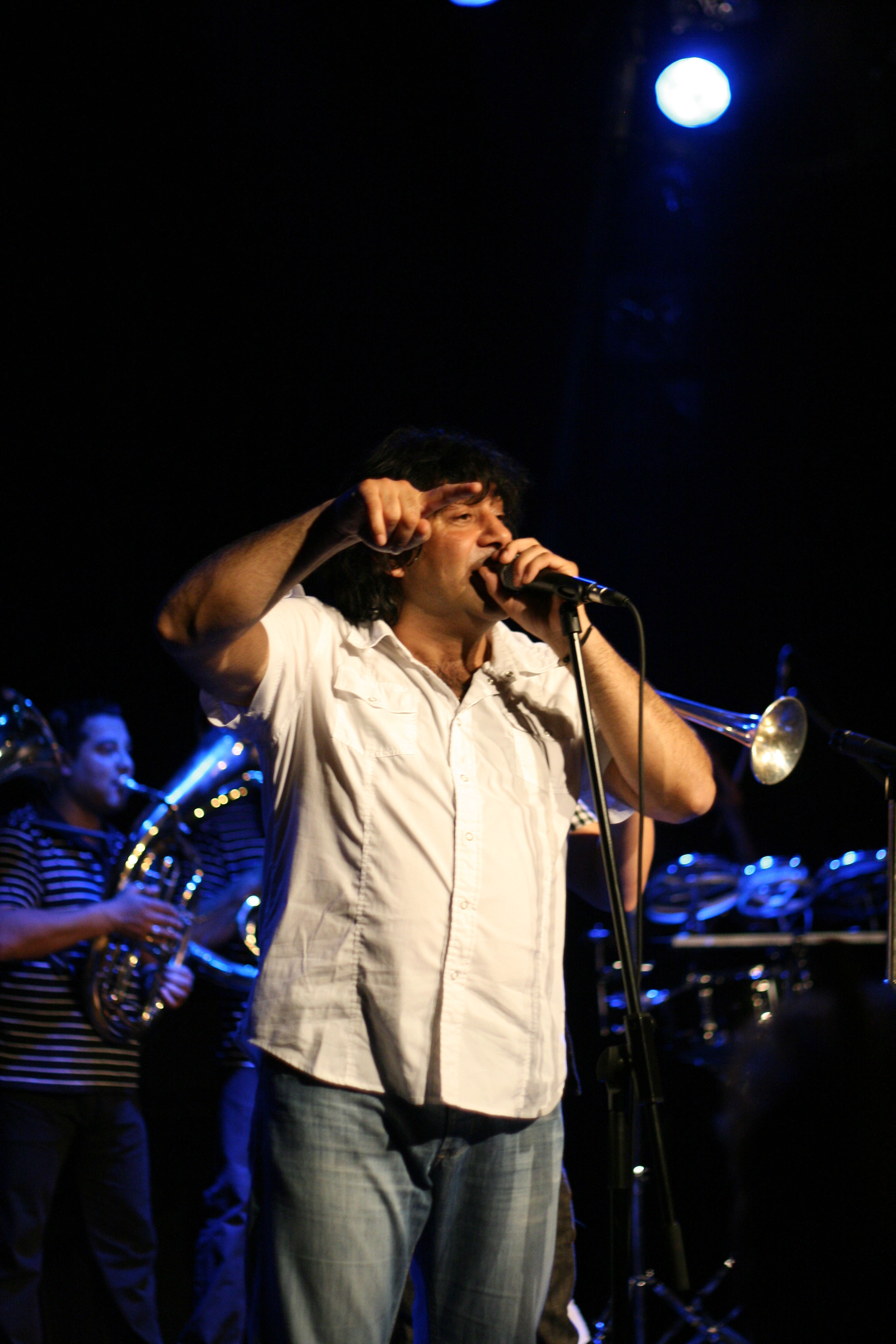
Boban Marković, 2008

Boban Marković (serbisch-kyrillisch Бобан Марковић; * 6. Mai 1964 in Vladičin Han, Jugoslawien) ist ein serbischer Trompeter und Flügelhornist und zusammen mit seinem Sohn Marko Marković Leiter der Blasmusikgruppe Boban i Marko Marković Orkestar. Er gilt als führender Musiker seines Genres, der häufig als Balkan Brass bezeichneten Blasmusik des Balkan, und verhalf dieser Musik auch zu internationaler Bekanntheit.
Die Roma-Familie Marković ist eine traditionsreiche Musikerfamilie in Serbien. Boban Marković wurde in Serbien als mehrfacher Gewinner der „Goldenen Trompete“ beim Trompetenfestival in Guča, einem der größten Volksmusikfestivals der Welt, populär, wo er seit seinem fünften Sieg 2001 nur mehr außer Konkurrenz antritt.
Außerhalb Serbiens wurde das Boban Marković Orkestar hauptsächlich durch seine Auftritte im Film Underground von Emir Kusturica bekannt. Mit „Competition“ und „Guča“ spielte die Gruppe auch eine Hauptrolle in zwei Dokumentarfilmen. In den letzten Jahren bezog Marković verstärkt internationale Einflüsse in seine Musik mit ein und arbeitete mit internationalen Musikern wie der österreichischen Gruppe Attwenger und der Klezmerband Di Shikere Kapelye zusammen.
Ab 2002 begann er seinem Sohn Marko sukzessive die Leitung der Gruppe zu übertragen, die  2004 auch offiziell in Boban i Marko Marković Orkestar umbenannt wurde.

## Diskographie
- Boban Marković Orkestar: Hani Rumba (ITMM, 1997)
- Boban Marković Orkestar: Zlatna Truba (PGP-RTS, 1998)
- Boban Marković Orkestar: Srce Cigansko (X Produkcio, 2000)
- Boban Marković Orkestar: Millenium (X Produkcio, 2000)
- Boban Marković Orkestar: Bistra Reka (X Produkcio, 2001)
- Frank London’s Klezmer Brass Allstars feat. Boban Markovic Orkestar & Hasaballa Brass Band: Brotherhood of Brass (Piranha, 2002)
- Boban Marković Orkestar: Live in Belgrade (Piranha, 2002)
- Boban Marković Orkestar: Boban i Marko (Piranha, 2003)
- Boban Marković Orkestar feat. Marko Marković: The Promise (Piranha, 2005)
- Boban i Marko Marković Orkestar: Go Marko Go! (Piranha, 2007)
- Boban i Marko Marković Orkestar: Devla - Blown Away to Dancefloor Heaven (Piranha, 2009)
- Boban i Marko Marković Orkestar vs. Fanfare Ciocărlia: Balkan Brass Battle (Asphalt Tango, 2011)
- The Best of Boban i Marko Marković Orkestar: Golden Horns (Piranha, 2012)
- Boban & Marko Marković Orchestra: Gipsy Manifesto (Piranha, 2013)